# Велики билби
Велики билби или билби, зекоухи бандикут, далгајт, пинки (Macrotis lagotis) је врста сисара торбара из реда Peramelemorphia.

## Распрострањење
Аустралија је једино познато природно станиште врсте.

## Станиште
Велики билби има станиште на копну.

## Угроженост
Ова врста се сматра рањивом у погледу угрожености врсте од изумирања.

### Популациони тренд
Популација великог билбија се смањује, судећи по расположивим подацима.